# Lotte Lenya

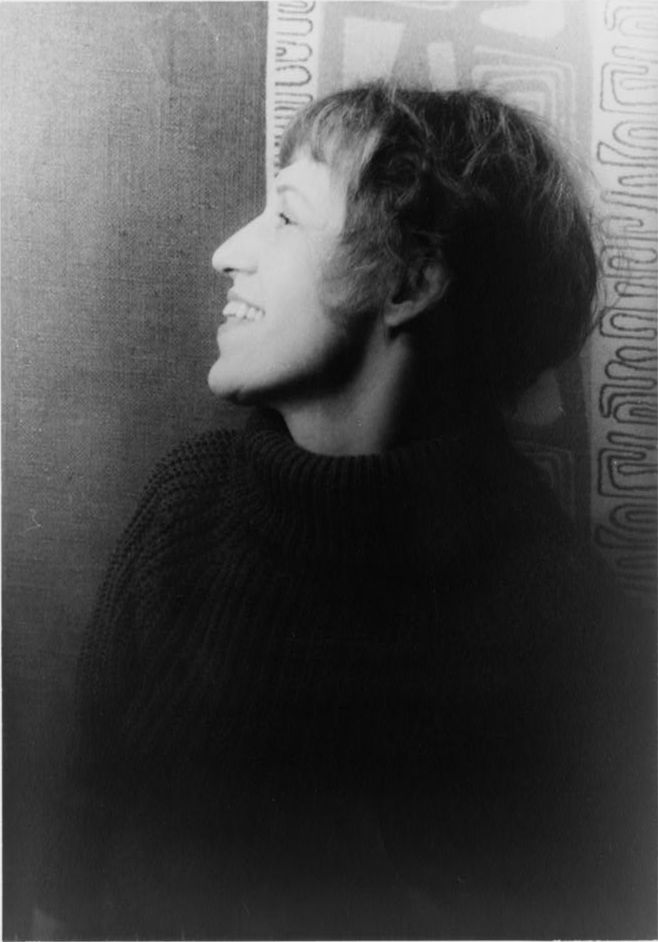
Lotte Lenya, fotografiert 1962 von Carl van Vechten

Lotte Lenya, auch Lotte Lenja (* 18. Oktober 1898 als Karoline Wilhelmine Blamauer in Wien, Österreich-Ungarn; † 27. November 1981 in New York), war eine österreichisch-amerikanische Schauspielerin und Sängerin (Mezzosopran/Alt).

## Leben

### Jugend und Erfolge in der Weimarer Republik
Karoline Blamauer wuchs in einem Wiener Arbeiterviertel (14., Penzing, Ameisgasse 38; seit 2003 Gedenktafel) in ärmlichen Verhältnissen auf. Ihre Mutter war Waschfrau, der alkoholkranke Vater Kutscher. 1913 kam sie als 15-Jährige nach Zürich, um bei einer Tante zu leben, die sie aber nicht auf Dauer aufnahm. Dennoch blieb sie in Zürich und wurde zunächst Balletttänzerin, dann Schauspielerin. Bis 1921 lebte sie in Zürich, wo sie gemeinsam mit der fast gleichaltrigen Elisabeth Bergner auf der Bühne stand und eine Garderobe teilte. Anschließend ging sie nach Berlin.
Ebenfalls 1921 nahm sie auf Anraten von Richard Révy den Künstlernamen Lotte Lenja an, der kurz nach dem Umzug in die USA in Lotte Lenya geändert wurde. Allerdings ließen die erhofften Erfolge lange auf sich warten. Durch die Freundschaft mit dem Dramatiker Georg Kaiser lernte sie 1924 den jungen Komponisten Kurt Weill kennen. Kurz darauf begannen Weill und Lenya eine Liebesbeziehung. Lotte Lenya wirkte als Sängerin in der Uraufführung des ersten gemeinsamen Stücks von Kurt Weill und Bertolt Brecht, des Songspiels Mahagonny, 1927 in Baden-Baden mit. Bei der Uraufführung der Dreigroschenoper, 1928, spielte sie die Rolle der ‚Jenny‘. Auch in der Verfilmung von G. W. Pabst, 1931, war sie in dieser Rolle zu sehen und wurde durch ihre Interpretation des Lieds von der Seeräuber-Jenny bekannt; auch trat sie als Schauspielerin in Stücken von Wedekind und Feuchtwanger auf. 1930 nahm sie auch den Alabama Song auf Platte auf. Ein weiterer Erfolg für Lotte Lenya wurde die Berliner Aufführung von Mahagonny 1931. 1932 spielte sie in diesem Stück auch in Wien und lernte dort den Tenor Otto Pasetti kennen, der bis 1934 ihr Liebhaber war. Dies führte zur vorübergehenden Trennung von Weill.

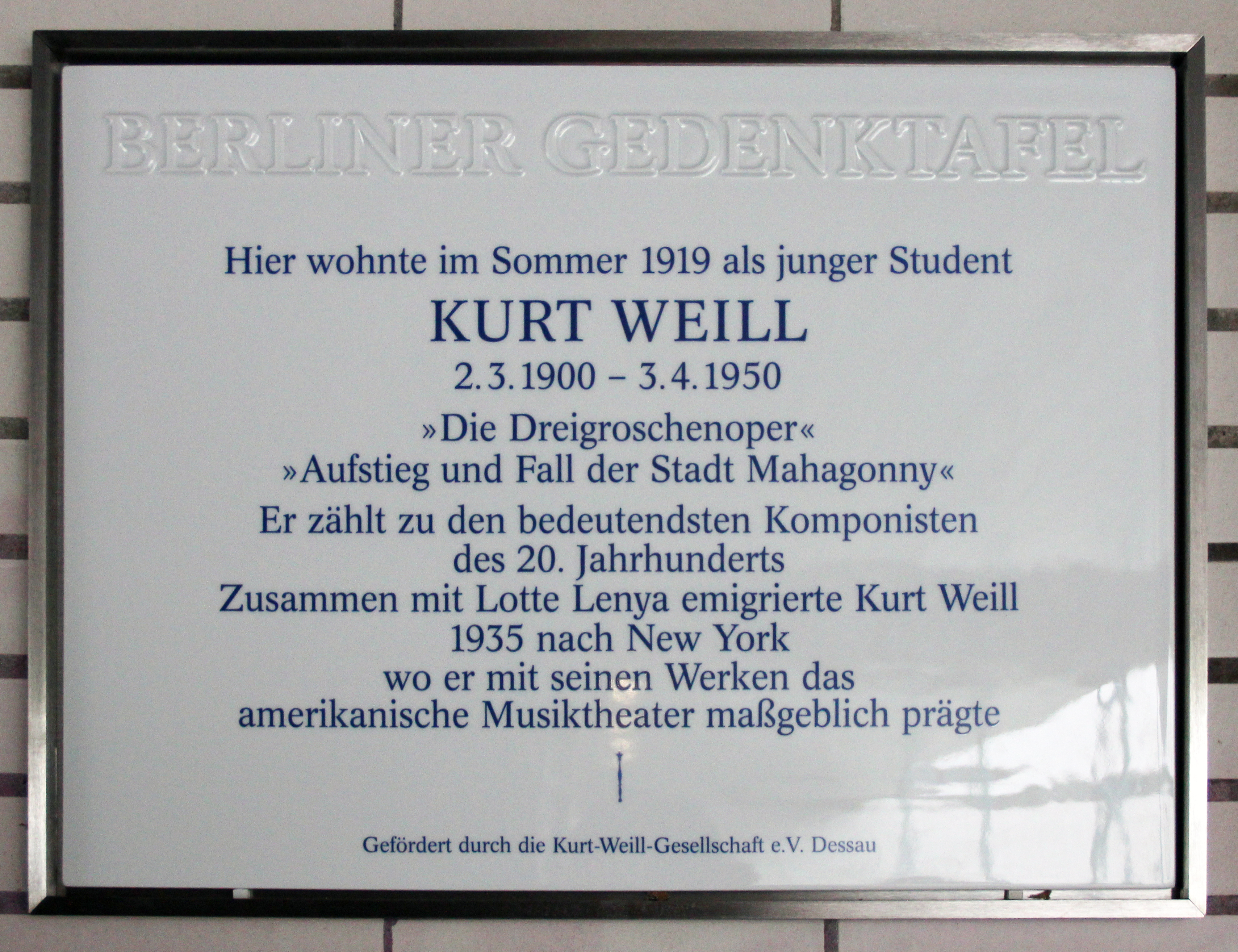
Berliner Gedenktafel am Haus, Altonaer Straße 22, in Berlin-Hansaviertel

### Ehe und Emigration
Im Mai 1925 bot Georg Kaiser Lotte Lenya und Weill seine Wohnung am Luisenplatz 3 in Berlin an; dies war der Beginn ihres gemeinsamen Lebens. 1926 heirateten sie, um dem Klatsch ein Ende zu bereiten, wie Lotte Lenya später erzählte.
Anfang 1933 reichte Lotte Lenya die Scheidung von Kurt Weill ein. Im Juni 1933 trat sie gemeinsam mit dem Tenor Otto Pasetti in der Pariser Uraufführung des gesungenen Balletts Die sieben Todsünden von Weill und Brecht auf. In dieser Zeit hatte sie ein Verhältnis mit der Tänzerin Tilly Losch. Weill emigrierte in diesem Jahr nach Paris; Lotte Lenya konnte Weills Besitztümer teilweise vor der Konfiskation durch das NS-Regime retten. Mit Otto Pasetti lebte sie bis zum Sommer 1934, als die Affäre zu Ende ging, an der französischen Riviera.
Lotte Lenya hatte dann eine kurze Liaison mit dem Maler Max Ernst, kehrte jedoch im April 1935 zu Kurt Weill zurück, erklärtermaßen, um bei ihm zu bleiben. Sie lebten zunächst in London. Im Sommer 1935 folgte Weill einem Engagement nach Salzburg, von wo aus er Lotte Lenya seinen Entschluss mitteilte, in die Vereinigten Staaten zu reisen. Er lud sie ein, mit ihm zu kommen.

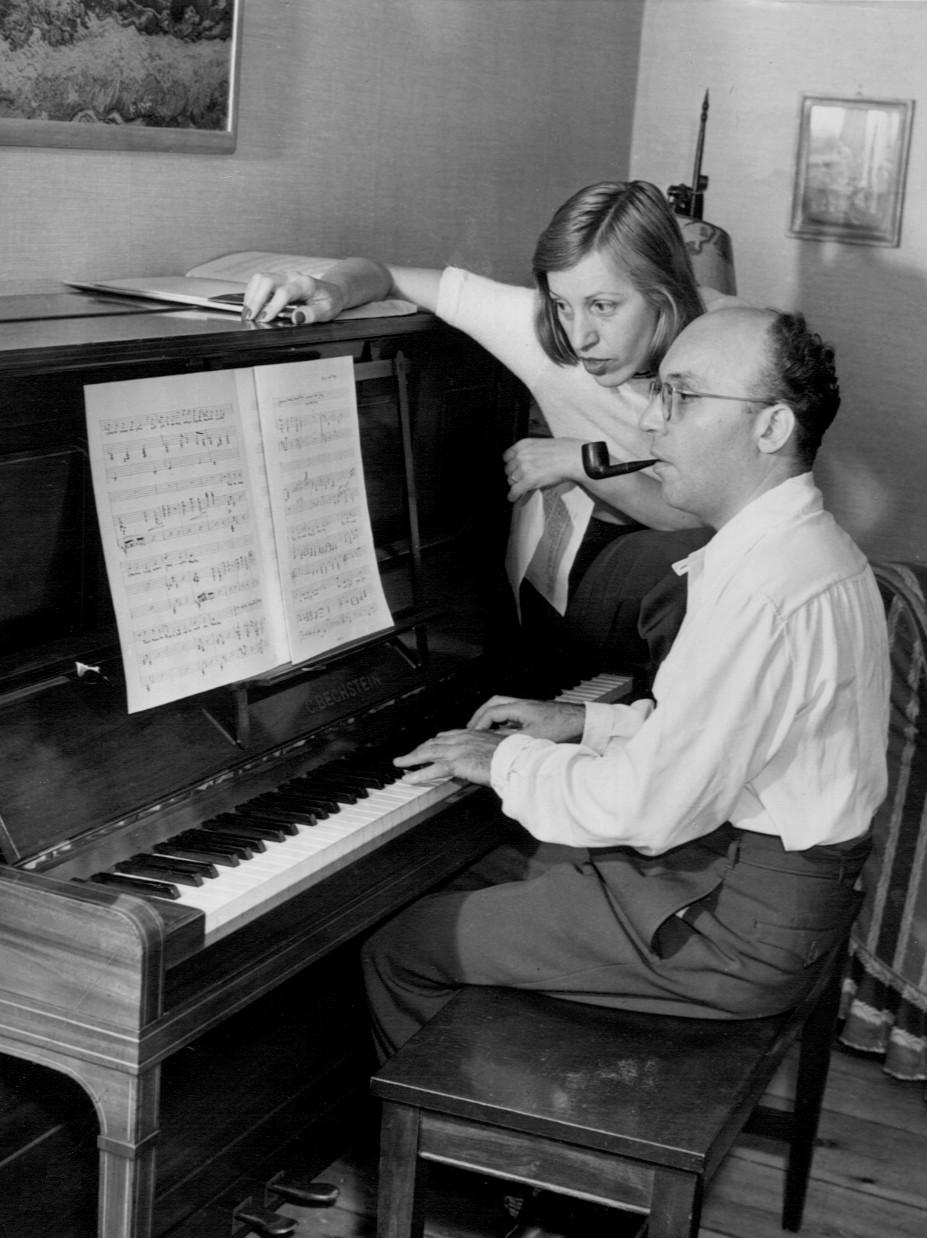
Kurt Weill und Lotte Lenya in ihrem Haus in New City (1942)

### In den Vereinigten Staaten
1935 verließen Weill und Lotte Lenya Europa gemeinsam von Cherbourg aus. Sie erreichten auf der RSS Majestic am 10. September 1935 New York. Im Januar 1937 heirateten sie vor dem Standesamt von Westchester County zum zweiten Mal.
Lotte Lenya sang in Nachtclubs in New York, spielte in The Eternal Road, einem Monumentaldrama, zu dem Weill die Musik komponiert hatte, und ging auf Theatertournee quer durch die Vereinigten Staaten, während ihr Mann mit Maxwell Anderson und Ira Gershwin Musicals erarbeitete. 
Am 21. Mai 1941 kaufte sie mit Weill das Brook House in New City, South Mountain Road, etwa eine Autostunde von New York City entfernt. Dort hatten beide fortan ihren Lebens- und Arbeitsmittelpunkt. Ihr unmittelbarer Nachbar war der Dramatiker Maxwell Anderson, daneben lebten zahlreiche weitere Künstler in New City. Sie spielte auch in Stücken von Maxwell Anderson, der einer der erfolgreichsten Theaterautoren der 1930er Jahre war.
Nach einem Misserfolg in Weills Operette The Firebrand of Florence im Jahre 1945 zog sie sich als Schauspielerin weitgehend zurück, da sie wegen ihres Akzents keine weiteren Erfolgschancen sah.
Nach dem Tod Weills, 1950, kümmerte sich Lotte Lenya um seinen Nachlass. Ihr zweiter Ehemann, der Journalist George Davis, überredete sie, auf die Bühne zurückzukehren. Sie spielte erneut die Jenny in der Dreigroschenoper, diesmal am Broadway in englischer Sprache und mit ebenso großem Erfolg wie Ende der 1920er Jahre in Berlin. Leonard Bernstein hatte diese Neuübersetzung in einer konzertanten Aufführung in Boston durchgesetzt.

### Rückkehr nach Deutschland
Mitte der 1950er Jahre kehrte sie zu Auftritten nach Deutschland zurück und nahm unter anderem die Oper Aufstieg und Fall der Stadt Mahagonny, die Dreigroschenoper, Die sieben Todsünden und viele Einzelnummern für die Schallplatte auf. Ihre Stimme war, verglichen mit ihren ersten Aufnahmen um 1930, sehr tief ins Altregister gesunken, und sie konnte viele Songs und Lieder für hohe Stimme nicht mehr in der Originalfassung vortragen. Dirigent der Einspielungen war Wilhelm Brückner-Rüggeberg, der unter anderem den Part der Jenny in der Oper Mahagonny, eigentlich einen Sopranpart, für Lotte Lenya neu einrichtete. Bei den Ruhrfestspielen in Recklinghausen trat sie in den 1960er Jahren als Mutter Courage auf.

### Spätere Jahre
In späteren Jahren machte sich Lotte Lenya auch als Filmschauspielerin in Hollywood einen Namen. Sie spielte an der Seite von Vivien Leigh und Warren Beatty in dem Film Der römische Frühling der Mrs. Stone, für den sie eine Oscar-Nominierung als beste Nebendarstellerin bekam. Besonders bekannt wurde sie in der Rolle der Ex-KGB-Offizierin ‚Rosa Klebb‘ im James-Bond-Film Liebesgrüße aus Moskau (1963). Im Theater spielte sie in der Uraufführung des Musicals Cabaret in den 1960er Jahren die Rolle des ‚Fräuleins Schneider‘.
1951 ehelichte sie den homosexuellen Literaten George Davis (* 4. Februar 1906 in Chicago, Illinois; † 25. November 1957 in Berlin). Nach dessen Tod heiratete sie den 26 Jahre jüngeren, ebenfalls homosexuellen Maler Russell Detwiler (* 7. Februar 1925 in Altoona, Pennsylvania; † 30. Oktober 1969 in New City, New York). Er war schwerer Alkoholiker und starb bei einem Sturz aus dem Fenster seines Ateliers im Brook House.
1978 hatte sie ihre letzten Auftritte. Damals war sie bereits an Krebs erkrankt, woran sie drei Jahre später in New York starb. Lotte Lenyas Grab befindet sich neben der letzten Ruhestätte ihres Ehemannes Kurt Weill auf dem Mount Repose Cemetery in Haverstraw, New York.

## Rezeption
2002 wurde in Wien im 14. Bezirk, dem Viertel ihrer Kindheit, der Lotte-Lenya-Platz nach ihr benannt; in Berlin-Charlottenburg der Lotte-Lenya-Bogen (entlang der Stadtbahn gegenüber dem Theater des Westens). Donovan erklärte 2004 in einem Interview, bei seinem Song Lalena von der Schauspielerin und ihrer Rolle in der Dreigroschenoper inspiriert worden zu sein.

### Rundfunk
- Deutschlandfunk, Lange Nacht, 10. August 2013, Beate Bartlewski: Zu zweit allein – Eine Lange Nacht über Lotte Lenya und Kurt Weill.[13]
- Ö1, Diagonal – Radio für Zeitgenossen, 10. Oktober 2020: „Ein Star der alles dürfen darf“ – Diagonal zur Person: Lotte Lenya.[14]

## Auszeichnungen
Lotte Lenyas Darstellung in Der römische Frühling der Mrs. Stone wurde mit zwei Nominierungen belohnt; 1962 in der Kategorie Beste Nebendarstellerin jeweils für den Oscar und für den Golden Globe.

## Filmografie
- 1931: Die Dreigroschenoper
- 1961: Der römische Frühling der Mrs. Stone (The Roman Spring of Mrs. Stone)
- 1963: James Bond 007 – Liebesgrüße aus Moskau (From Russia with Love)
- 1964: Bertolt Brecht: Übungstücke für Schauspieler (Kurzfilm)
- 1965: Mutter Courage und ihre Kinder – Eine Chronik aus dem Dreißigjährigen Krieg (Fernsehfilm)
- 1966: Ten Blocks on the Camino Real (Fernsehfilm)
- 1969: Ein Hauch von Sinnlichkeit (The Appointment)
- 1974: CBS Daytime 90 (Fernsehserie, Folge Trio for Lovers)
- 1977: Zwei ausgebuffte Profis (Semi-Tough)
- 1980: Mahagonny (nur Stimme)

## Veröffentlichungen

### Dokumentarfilm
- Lotte Lenya – Warum bin ich nicht froh? Buch und Regie: Katja Duregger, 53 Min., USA/Österreich/Deutschland, 2020.[15]